# Friedrich Otto Armin Loofs
Friedrich Otto Armin Loofs (Pseudonym: Armin Steinart; * 18. März 1886 in Leipzig; † 21. Oktober 1930 in Berlin) war ein deutscher Arzt und Schriftsteller.

## Leben
Friedrich Otto Armin Loofs war ein Sohn des Kirchenhistorikers Friedrich Loofs. Er studierte zuerst Evangelische Theologie an der Universität Greifswald und wechselte dann zur Medizin. Dieses Fach studierte er an den Universitäten Halle, Freiburg im Breisgau und Heidelberg. 1911 promovierte Loofs in Heidelberg zum Doktor der Medizin und praktizierte anschließend als Nervenarzt in Berlin-Wilmersdorf.
Friedrich Otto Armin Loofs veröffentlichte zwischen 1916 und 1919 unter dem Pseudonym Armin Steinart erzählende Werke, die meist Ereignisse aus dem Ersten Weltkrieg zum Thema haben. Besonders erfolgreich war der Band „Der Hauptmann“, dessen realistische Schlachtschilderungen bei seinem Erscheinen einiges Aufsehen erregten und der bis 1925 in einer Gesamtauflage von 27.000 Exemplaren erschien.

## Werke
- Festspiel zur Silbernen Hochzeit seiner Eltern Friedrich und Helene Loofs am 5. Juni 1909, Halle 1909
- Welche Mengen von Stickstoff und Kochsalz werden durch die Haut von Nierenkranken ausgeschieden?, Leipzig 1911
- Der Hauptmann, Stuttgart [u. a.] 1916 (unter dem Namen Armin Steinart)
- Heiliges Leben!, Stuttgart [u. a.] 1917 (unter dem Namen Armin Steinart)
- Auf der Folter, Leipzig 1918 (unter dem Namen Armin Steinart)
- Schwarze Strahlen, Leipzig 1919 (unter dem Namen Armin Steinart)

| Personendaten    | Personendaten                     |
| ---------------- | --------------------------------- |
| NAME             | Loofs, Friedrich Otto Armin       |
| ALTERNATIVNAMEN  | Steinart, Armin (Pseudonym)       |
| KURZBESCHREIBUNG | deutscher Arzt und Schriftsteller |
| GEBURTSDATUM     | 18. März 1886                     |
| GEBURTSORT       | Leipzig                           |
| STERBEDATUM      | 21. Oktober 1930                  |
| STERBEORT        | Berlin                            |